# 辽宁广播电视台乡村广播
辽宁广播电视台乡村广播是辽宁广播电视台的一套广播频率，是中国东北地区首家省级专业农村广播电台。

## 主要节目
- 927新闻村村通
- 城乡夜话
- 金农热线
- 金农欢乐购
- 麻辣二人转
- 红娘当家
- 乡村面对面
- 心事了无痕
- 乡村药匣子
- 健康港湾
- 相声小品大荟萃
- 芗芗乐子汇
- 致富大篷车
- 转迷转转转

## 播出频率
- 沈阳：FM89.5MHz、FM101.8MHz、AM927KHz
- 丹东：AM1476KHz
- 北镇：FM107.1MHz
- 铁岭：AM810kHz
- 葫芦岛：FM104.4MHz
- 建昌：FM103.5MHz